# وزارة التغير المناخي والبيئة
وزارة التغير المناخي والبيئة هي وزارة حكومية اتحادية في دولة الإمارات العربية المتحدة مسؤولة عن تنظيم حماية البيئة والحفاظ عليها في الدولة.

## تاريخ
شُكّلت الوزارة في 9 فبراير 2006، في أول حكومة شكلها الشيخ محمد بن راشد آل مكتوم بعد وفاة أخيه الشيخ مكتوم بن راشد آل مكتوم، وكان اسمها آن ذاك وزارة البيئة والمياه، اعتمد الاسم الجديد في 2016.